# Teo in the box
Teo in the box è stato un docu-reality di 4 puntate diretto da Alberto Di Pasquale, in onda da sabato 28 novembre a sabato 19 dicembre 2015, alle 21.45, su Rai 3.

## Il programma
In ogni episodio l'attore Teo Teocoli viene chiuso in una scatola di legno che si apre in luoghi sconosciuti per fargli vivere situazioni inedite, che lo costringono a sondare improvvisamente il particolare contesto nel quale si trova immerso, esponendosi a esperienze e incontri nuovi. Il docu-reality è la versione italiana del format Host in the box, creato da F.l.o.r.i.d.a. TV GmbH di Endemol Shine Group (Germania).

## Ascolti
| Puntata       | Messa in onda    | Telespettatori | Share |
| ------------- | ---------------- | -------------- | ----- |
| 1             | 28 novembre 2015 | 1.066.000      | 4,68% |
| 2             | 5 dicembre 2015  | 1.082.000      | 4,72% |
| 3             | 12 dicembre 2015 | 918.000        | 4,05% |
| 4             | 19 dicembre 2015 | 945.000        | 4,45% |
| Media Auditel | Media Auditel    | 1.002.000      | 4,47% |